# Sulkavan ja Punkaharjun vanhat metsät
Sulkavan ja Punkaharjun vanhat metsät este o arie protejată (arie specială de conservare — SAC, sit de importanță comunitară — SCI) din Finlanda întinsă pe o suprafață de 416 ha, integral pe uscat.

## Localizare
Centrul sitului Sulkavan ja Punkaharjun vanhat metsät este situat la coordonatele 61°33′12″N 28°47′50″E / 61.5533°N 28.7972°E.

## Înființare
Situl Sulkavan ja Punkaharjun vanhat metsät a fost declarat sit de importanță comunitară în august 1998 pentru a proteja 2 specii de animale. Situl a fost protejat și ca arie specială de conservare în aprilie 2015.

## Biodiversitate
Situată în ecoregiunea boreală, aria protejată conține 7 habitate naturale: Lacuri și iazuri distrofice naturale, Cursuri de apă de la nivel de câmpie la nivel montan, cu vegetație Ranunculion fluitantis și Callitricho-Batrachion, Mlaștini turboase de tranziție și turbării mișcătoare, Pante stâncoase silicioase cu vegetație casmofită, Taiga vestică, Păduri fino-scandinave bogate în ierburi cu Picea abies, Mlaștini împădurite.
La baza desemnării sitului se află mai multe specii protejate de  mamifere (2): gluton (Gulo gulo), veveriță zburătoare siberiană (Pteromys volans).
Pe lângă speciile protejate, pe teritoriul sitului au mai fost identificate 1 specie de plante, 1 specie de păsări, 3 specii de mamifere, 2 specii de nevertebrate, 4 specii de pești.